# 古川雄大
古川 雄大（ふるかわ ゆうた、1987年〈昭和62年〉7月9日 - ）は、日本の俳優、歌手。長野県上高井郡高山村出身。長野県須坂商業高等学校卒業（現、長野県立須坂創成高等学校）。所属事務所は研音、所属レコード会社はシンコーミュージック・レコーズ。

## 来歴
テレビの歌番組で踊るバックダンサーの姿に憧れてダンサーを志し、ダンススクールで14歳の時にジャズダンスを、高校進学後にはプロを目指す育成コースに進むためクラシックバレエを習い始める。スクールの先輩には中河内雅貴がいた。一方で高校では軽音部で活動し、文化祭のステージでボーカルを務めることもあった。
ダンスを習う中で次第に俳優に興味を持ち始め、高校3年時にダンサーのオーディションを受けに訪れた原宿でスカウトされ、芸能事務所に所属。高校卒業後まもなく俳優を目指し上京する。テーマパークのツアーダンサーのオーディションに合格して全国を回った後、テーマパーク・ダンサーとしても1年間働く。
19歳から芸能活動を本格的に開始。2007年10月よりTOKYO MXほかで放送されたテレビドラマ『風魔の小次郎』で俳優としてデビューし、同年12月にミュージカル『テニスの王子様』に不二周助役で出演し初舞台に立つ。『テニスの王子様』のオーディション合格のほうが先だったことから、「自分の中ではテニスが先って感じ」と語っている。2008年には『2STEPS!』で主演を務めるなど映画にも進出する。映像作品への出演や音楽活動の中で、2012年にオーディションを経て『エリザベート』のルドルフ役で初めて帝国劇場の舞台に立ち、グランドミュージカルに初出演。同作への出演を機に本格的にミュージカルの道へと進む。2013年の『ロミオ&ジュリエット』、2015年の『黒執事』で人気作の主演を務め、2018年に『モーツァルト!』で帝劇初主演。「ミュージカル界の次世代エース」「ミュージカル界の新プリンス」として注目を浴びる。
2018年には活躍が期待される若手に贈られる第9回岩谷時子賞奨励賞を、2019年には『モーツァルト！』『マリー・アントワネット』『ロミオ&ジュリエット』での演技が評価を受けて第44回菊田一夫演劇賞演劇賞を受賞した。同年には、憧れでありミュージカルの最終目標としていた念願の『エリザベート』のトート役を務めた。映像作品では、2018年にTBS日曜劇場『下町ロケット』に追加キャストとして第6話よりレギュラー出演。ミュージカルで目標としていた役を得てより視野を広げて活動したいとして、2020年には土曜ドラマ『トップナイフ-天才脳外科医の条件-』（日本テレビ）、NHK連続テレビ小説『エール』、映画『コンフィデンスマンJP プリンセス編』などの話題作に出演する。
2021年7月スタートの『女の戦争〜バチェラー殺人事件〜』（テレビ東京）でテレビドラマ初主演。2021年8月21日、新型コロナウイルス感染を公表。同27日から開催を予定していた、芸歴15年目で初となるミュージカルコンサート「古川雄大　The Greatest Concert vol.1－collection of musicals－」全10公演全てが中止となった。9月1日、療養終了を報告。
2023年4月期には、フジテレビ水曜10時枠の連続ドラマ『わたしのお嫁くん』、『Dr.チョコレート』と、同一クールで主要キャストを掛け持ちした。
2024年、 大河ドラマ 『べらぼう〜蔦重栄華乃夢噺〜』では、北尾政演（山東京伝）役を演じ、大河ドラマ初出演を果たした。

### 音楽活動
高校時代より姉のギターを手にして曲作りを始め、2008年10月にミニアルバム『PASTEL GRAFFiTi』をリリースして、俳優活動と並行して音楽活動を開始。
2009年10月に1stフルアルバム『COLOR VARiATiON』をリリースし、翌2010年2月には初のワンマンライブを開催。以降も、CDリリース、ライブ活動などを精力的に行っている。2021年10月には主演を務めるFOD配信ドラマ『私の正しいお兄ちゃん』の主題歌「指先、手」の作詞作曲および歌唱を担当し、アーティスト活動における夢であり目標だったドラマ主演・主題歌を叶えた。

## 人物
- 趣味は、ジャズダンス・クラシックバレエ・ギター・作詞・作曲・卓球[32]で、MEN'S DVD内で流れる「Innocent Memories」は、本人が作詞・作曲によるものである。
- 中学二年のとき、歌番組で観たバックダンサーに憧れてダンサーになることを決意。それまで続けていた野球を辞める。父親は古川が所属していた少年野球チームの監督だった。
- 当初はヒップホップダンスを学びたいと考え、自ら電話帳で教室を探した。しかし見学に行ったダンススクールはヒップホップを扱っていなかったためにジャズダンス・クラシックバレエのクラスに入会することになった。

## 出演
※役名が太字のものは主演

### テレビドラマ
- 風魔の小次郎（2007年、TOKYO MX 他） - 霧風 役
- 新撰組 PEACE MAKER（2010年1月15日 - 3月19日、毎日放送） - 市村辰之助 役
- ヤンキー君とメガネちゃん 第9話・最終話（2010年6月18日・25日、TBS） - 長崎 役
- あかねさす〜新古今恋物語〜（2012年、NHK） - ヒトシ（第2話） / リョウジ（第3話） 役
- 下町ロケット ヤタガラス編（第6話 - 最終話）（2018年11月18日 - 12月23日、TBS） - 吉井浩 役[33]
  - 新春ドラマ特別編（2019年1月2日）
- トップナイフ-天才脳外科医の条件-（2020年1月11日 - 3月14日、日本テレビ） - 来島達也 役
- 連続テレビ小説 エール（2020年度前期、NHK総合） - 御手洗清太郎 役[34]
- 極主夫道（2020年10月11日 - 12月13日、読売テレビ・日本テレビ） - 酒井タツキ 役[35]
  - 極主夫道 爆笑!カチコミSP（2022年5月27日、日本テレビ） [36]
- カンパニー〜逆転のスワン〜（2021年1月10日 - 2月28日、NHKBS） - 水上那由多 役
- 女の戦争〜バチェラー殺人事件〜（2021年7月3日 - 8月7日、テレビ東京） - 主演・鳴戸哲也 役[21][37]
- 恋です!〜ヤンキー君と白杖ガール〜（2021年10月6日 - 12月15日、日本テレビ）- 茶尾店長 役[38]
- 恋なんて、本気でやってどうするの?（2022年4月18日 - 6月20日、関西テレビ・フジテレビ系） - 坂入拓人 役[39]
- 金田一少年の事件簿 第9話・最終話（2022年6月26日・7月3日、日本テレビ） - 霧生鋭治 役[40]
- 恋と弾丸（2022年10月28日 - 12月23日、毎日放送） - 主演・桜夜才臣 役（馬場ふみかとW主演）[41]
- わたしのお嫁くん（2023年4月12日 - 6月21日、フジテレビ） - 山本薫 役[42]
- Dr.チョコレート（2023年4月22日 - 6月24日、日本テレビ） - 出川 / デイビット幸太郎 役[43]
- ハヤブサ消防団（2023年7月13日 - 9月14日、テレビ朝日） - 真鍋明光 役[44]
- 大奥 Season2「幕末編」（2023年11月7日 - 12月12日、NHK総合） - 瀧山 役[45][46]
- コトコト〜おいしい心と出会う旅〜 - 主演・結稀宏人 役
  - 富山編（2024年12月7日、NHK BSプレミアム4K / 12月8日、NHK BS / 2025年1月6日 - 9日、NHK総合）[47][48]
  - 新潟編（2024年12月14日、NHK BSプレミアム4K / 12月15日、NHK BS / 2025年1月14日 - 16日、NHK総合）[48]
  - 群馬編（2025年8月17日〈予定〉、NHK総合・NHK BS・NHK BSプレミアム4K)[48][49]
  - 茨城編（2025年8月24日〈予定〉、NHK BS・NHK BSプレミアム4K）[49]
- 大河ドラマ べらぼう〜蔦重栄華乃夢噺〜（2025年、NHK） - 北尾政演（山東京伝） 役[50]
- 終幕のロンド -もう二度と、会えないあなたに-（2025年10月〈予定〉 - 、関西テレビ・フジテレビ） - 波多野祐輔 役[51]

### 配信ドラマ
- 恋愛約束（2008年、魔法のiらんど） - 大竹健司 役
- ライアーゲーム エピソードゼロ アキヤマ編（2009年、フジテレビ On Demand） - 主演・秋山深一 役
- MARIA age18-20（2010年、魔法のiらんど） - 吉川碧 役
- トップナイフ-天才看護師の条件-（2020年3月14日 - 3月21日、Hulu） - 来島達也 役
- 私の正しいお兄ちゃん（2021年10月15日 - 12月3日、FOD） - 主演・内田海利 役
- 恋マジのウラ撮っちゃって、どうするの?（2022年5月16日 - 6月13日、GYAO!） - 坂入拓人 役

### 映画
- AXION - アクション -（2008年3月公開） - 翔 役
- キズモモ。（2008年9月6日公開） - 主演・斉藤将也 / 安井勇人 役（二役・馬場徹とW主演）
- 2STEPS！（2009年1月10日公開） - 主演・結城巧 役（中河内雅貴とW主演）
- 腐女子彼女。（2009年5月2日公開） - 瀬野コージ 役
- 僕らはあの空の下で（2009年8月22日公開） - 主演・神崎浩紀 役
- 書の道（2009年12月26日公開）- 白鳥潤 役
- 最高でダメな男・築地編（2010年4月公開） - 田島望 役
- 仮面ライダー×仮面ライダー×仮面ライダー THE MOVIE 超・電王トリロジー EPISODE YELLOW お宝DEエンド・パイレーツ（2010年6月19日公開） - 黒崎レイジ 役
- BECK（2010年9月4日公開） - 諸積ヨシト 役
- 石の降る丘（2011年1月8日公開） - 主演・津村外史 役
- タナトス（2011年9月公開） - 宮本 役
- 愛を歌うより俺に溺れろ!（2012年8月25日公開） - 二階堂蘭 役
- work shop（2013年6月公開） - 主演・司会者 役
- ブラック・フィルム（2015年1月24日公開） - 小川卓也 役
- 嫌な女（2016年6月25日公開） - 太田俊輔 役
- コンフィデンスマンJP プリンセス編（2020年7月23日公開） - クリストファー・フウ 役[52]
- 極主夫道 ザ・シネマ（2022年6月3日公開） - 酒井タツキ 役[53][54][55]
- モエカレはオレンジ色（2022年7月8日公開） - 新堂一馬 役[56]
- 劇場版 TOKYO MER～走る緊急救命室～（2023年4月28日公開） - 元町馨 役[57]

### 舞台
- ミュージカル テニスの王子様 - 4代目 不二周助 役
  - The Progressive Match 比嘉 feat. 立海（2007年12月 - 2008年2月）
  - Dream Live 5th（2008年5月）
  - The Imperial Presence 氷帝 feat. 比嘉（2008年7月 - 11月）
  - The Treasure Match 四天宝寺 feat. 氷帝（2008年12月 - 2009年1月）
  - Dream Live 6th（2009年5月）
  - Dream Live 2013（2013年4月28日、横浜アリーナ）※日替わりスペシャルゲストとして出演
- 舞台版 風魔の小次郎（2008年3月、新宿シアターアプル） - 霧風 役
- ミュージカル ファントム（2010年11月 - 12月、赤坂ACTシアター 他） - フィリップ・ドゥ・シャンドン伯爵 役（海宝直人とダブルキャスト）
- 深説・八犬伝〜村雨恋奇憚〜（2011年2月、シアタークリエ） - 犬坂毛野胤智 役
- 音楽劇「醒めながら見る夢」（2011年9月 - 10月、東京グローブ座 他） - 天使 役
- ミュージカル エリザベート
  - （2012年5月 - 9月、帝国劇場 他） - ルドルフ 役（大野拓朗、平方元基とトリプルキャスト）
  - （2015年6月 - 8月、帝国劇場） - ルドルフ 役（京本大我とダブルキャスト）
  - （2016年6月 - 10月、帝国劇場 他） - ルドルフ 役（京本大我とダブルキャスト）
  - （2019年6月 - 8月、帝国劇場） - トート 役（井上芳雄とダブルキャスト）
  - （2020年4月 - 8月、帝国劇場 他） - トート 役（井上芳雄、山崎育三郎とトリプルキャスト） ※新型コロナウイルスによる緊急事態宣言の影響により全公演中止
  - （2022年10月 - 2023年1月、帝国劇場 他） - トート 役（山崎育三郎とダブルキャスト）[58]
  - （2023年1月、博多座） - トート 役（井上芳雄とダブルキャスト）
  - （2025年10月 - 2026年1月〈予定〉、東急シアターオーブ 他） - トート 役（井上芳雄、山崎育三郎とトリプルキャスト）[59]
- 100歳の少年と12通の手紙（2012年9月14日、東京グローブ座） - オスカー 役
- 舞台「ライン」（2012年12月、新宿シアターサンモール） - 主演・トール 役
- 私のダーリン（2013年3月 - 、シアタークリエ 他） - 便利屋の従業員 役
- ミュージカル ロミオ&ジュリエット - 主演・ロミオ 役
  - （2013年9月3日 - 10月5日、東急シアターオーブ 他） - 城田優、柿澤勇人とトリプルキャスト
  - （2017年1月 - 3月、赤坂ACTシアター 他） - 大野拓朗とダブルキャスト
  - （2019年2月 - 4月、東京国際フォーラム ホールC 他）- 大野拓朗とダブルキャスト
- CLUB SEVEN 9th stage!（2013年12月、シアタークリエ 他）
- ミュージカル レディ・ベス - フェリペ 役
  - （2014年4月 - 9月、帝国劇場 他） - 平方元基とダブルキャスト
  - （2017年10月 - 12月、帝国劇場） - 平方元基とダブルキャスト
- ミュージカル ファースト・デート（2014年11月 - 12月、シアタークリエ 他） - レジー 役、他
- SAMURAI7（2015年1月、天王洲銀河劇場） - キュウゾウ 役
- ミュージカル タイタニック（2015年3月 - 4月、Bunkamuraシアターコクーン/ 他） - ジム・ファレル 役、他
- SUPER SOUND THEATRE「MARS RED」（2015年9月、舞浜アンフィシアター） - 主演・栗栖秀太郎 役
- ミュージカル『黒執事』 - 主演・セバスチャン・ミカエリス 役
  - ミュージカル『黒執事』 -地に燃えるリコリス2015-（2015年11月 - 12月、梅田芸術劇場メインホール 他 日本及び中国公演あり）
  - ミュージカル『黒執事』 〜NOAH’S ARK CIRCUS〜（2016年11月 - 12月、TOKYO DOME CITY HALL 他）
  - ミュージカル『黒執事』 -Tango on the Campania-（2017年12月 - 2018年2月、赤坂ACTシアター 他）
- ミュージカル 1789 -バスティーユの恋人たち（2016年4月 - 6月、帝国劇場 他） - マクシミリアン・ロベスピエール 役
- ミュージカル モーツァルト!  - 主演・ヴォルフガング・モーツァルト 役
  - （2018年5月 - 8月、帝国劇場 他）- 山崎育三郎とダブルキャスト
  - （2021年4月 - 6月、帝国劇場 他）- 山崎育三郎とダブルキャスト
  - （2024年8月 - 11月、帝国劇場 他）- 京本大我とダブルキャスト[60]
- ミュージカル マリー・アントワネット（2018年9月 - 2019年1月、博多座・帝国劇場 他） - フェルセン伯爵 役（田代万里生と前半のみダブルキャスト）
- 朗読劇「もうラブソングは歌えない」（2020年8月10日、東京国際フォーラム ホールC） - 「Re:」に出演
- The Musical Concert at Imperial Theatre（2020年8月、帝国劇場） - Program Aに出演
- 朗読劇「ラヴ・レターズ」（2020年8月22日、PARCO劇場）[61]
- INSPIRE 陰陽師（2020年12月31日 - 2021年1月6日、日生劇場） - 藤原兼家 役（村井良大とダブルキャスト）
- シラノ・ド・ベルジュラック（2022年2月7日 - 2月20日、東京芸術劇場） - 主演・シラノ・ド・ベルジュラック 役
- スペクタクルリーディング バイオーム（2022年6月8日－6月12日　東京建物BrilliaHALL）－野口・一重の薔薇 役
- ミュージカル・ピカレスク『LUPIN 〜カリオストロ伯爵夫人の秘密〜』（2023年11月 - 2024年2月、帝国劇場 他）- 主演・アルセーヌ・ルパン 役[62][63]
- ミュージカル『昭和元禄落語心中』（2025年2月 - 4月、東急シアターオーブ 他） - 有楽亭八雲（菊比古） 役[64]

### コンサート
- 古川雄大 The Orchestra Concert（2025年4月、新国立劇場 オペラパレス）[65]

### テレビアニメ
- 炬燵猫（2009年、テレビ神奈川 他） - ベルベット 役[66]

### その他のテレビ番組
- ビットワールド（2013年7月12日・19日、Eテレ） - ジーク 役
- 突然ですが占ってもいいですか?（2022年7月4日、フジテレビ）[67]

### ラジオ
- あしたはSUNDAY（2015年10月 - 2020年9月 、FM長野）

### インターネット
- ヒートアップ・イブ（2011年4月 - 2012年10月、ニコニコ生放送）

### CM
- コミックゼノン 「心は憶えてる」ディレクターズカット 2分50秒 完全バージョン （2011年3月22日）

## 受賞歴
- 2018年：第9回岩谷時子賞奨励賞
- 2019年：第44回菊田一夫演劇賞 演劇賞（『モーツァルト!』『マリー・アントワネット』『ロミオ&ジュリエット』）[13]

## ディスコグラフィー

### シングル
| 枚 | 発売日        | タイトル             | 規格品番                                  |
| -- | ------------- | -------------------- | ----------------------------------------- |
| 1  | 2009年4月1日  | SUNDAY               | MJCD-23060（初回盤） MJCD-23061（通常盤） |
| 2  | 2009年8月26日 | “I”                  | MJCD-23068（初回盤） MJCD-23069（通常盤） |
| 3  | 2010年1月27日 | カコノ空、未来ノボク | MJCD-23077（初回盤） MJCD-23078（通常盤） |
| 4  | 2015年8月19日 | Love me              | SMYF-2001（通常盤） SMYF-2002（限定盤）   |

### アルバム
フルアルバム
| 枚 | 発売日         | タイトル        | 規格品番                                  |
| -- | -------------- | --------------- | ----------------------------------------- |
| 1  | 2009年10月28日 | COLOR VARiATiON | MJCD-20171（初回盤） MJCD-20172（通常盤） |
| 2  | 2018年2月21日  | F coat          | SMYF-1003（通常盤）                       |
| 2  | 2018年2月26日  | F coat          | SMYF-1004（限定盤）                       |

ミニ・アルバム
| 枚 | 発売日         | タイトル        | 規格品番                                  |
| -- | -------------- | --------------- | ----------------------------------------- |
| 1  | 2008年10月29日 | PASTEL GRAFFiTi | MJCD-20134（初回盤） MJCD-20135（通常盤） |
| 2  | 2010年8月25日  | SUMMER VACATiON | MJCD-20190（初回盤） MJCD-20191（通常盤） |
| 3  | 2013年2月5日   | STUDIO SUNSHINE | HMCH-1085（通常盤） HMCH-1086（限定盤）   |
| 4  | 2013年12月25日 | Reading Book    | HMCH-1129（通常盤） HMCH-1130（限定盤）   |
| 5  | 2019年11月13日 | Love songs      | SMYF-1006（限定版） SMYF-1005（通常版）   |

ベスト・アルバム
| 枚 | 発売日        | タイトル                                        | 規格品番  |
| -- | ------------- | ----------------------------------------------- | --------- |
| 1  | 2014年10月8日 | Yuta Furukawa BEST 2008-2014 〜Your Selection〜 | SMYF-1001 |
| 2  | 2014年10月8日 | Yuta Furukawa BEST 2008-2014                    | SMYF-1002 |

### DVD
| 枚 | 発売日        | タイトル                           | 規格品番   |
| -- | ------------- | ---------------------------------- | ---------- |
| 1  | 2009年8月26日 | PATi★Night Episode03（オムニバス） | MJBD-70829 |
| 2  | 2014年10月8日 | 1st LIVE「FULL COLOR VARiATiON」   | MJBD-70924 |
| 3  | 2016年3月2日  | LIVE TOUR 2015 〜 Love me 〜       | SMYF-3001  |
| 4  | 2018年9月12日 | Yuta Furukawa 30ｔh Birthday Live  | SMYF-3002  |

## 作品

### CD
歌手活動において発売されているCDはディスコグラフィーに記載
- 風魔の小次郎 音楽集（2007年12月19日）
- 映画『2STEPS!』主題歌「NICE TO WALK ON MY WAY」中河内雅貴×古川雄大（2008年12月24日）
- 東宝ミュージカル「レディ・ベス」ハイライト・ライヴ録音盤CD（2014年7月16日）
- 東宝ミュージカル「エリザベート」2015年版キャスト 全曲収録ライヴ盤CD（2015年12月20日）
- 東宝ミュージカル「1789 -バスティーユの恋人たち-」2016年版キャスト ハイライト・ライヴ録音盤CD（2016年10月20日）※ Version de liberte（自由）・Version d'egalite（平等）の両バージョンに参加

### DVD
歌手活動において発売されているDVDはディスコグラフィーに記載、俳優活動において発売されているDVDは舞台作品のみ記載
- MEN'S DVD 「ROAD」（2008年2月20日）
- 古川雄大×佐々木喜英 僕たちの地球ロード In AUSTRALIA
  - －世界最古の管楽器ディジュリドゥに触れる!!-（2011年6月24日）
  - －エアーズロックからキングスキャニオン、大地の神秘に触れる‼︎-（2011年6月24日）
- 舞台『ライン』公演DVD（2013年4月）
- ミュージカル「SAMURAI7」DVD（2015年4月28日）
- 裸の時間 〜若き才能〜 俳優・アーティスト 古川雄大（2015年6月17日）
- SUPER SOUND THEATRE MARS RED 2015（2016年1月27日）
- ミュージカル「黒執事」-地に燃えるリコリス2015- Blu-ray &DVD（2016年4月27日）
- 東宝ミュージカル「エリザベート」2016年版キャストDVD（2016年12月16日）※Black ver.・White ver. の両バージョンに参加
- 年初め!!センスアップ祭2016（2017年1月25日）
- ミュージカル「黒執事」〜NOAH'S ARK CIRCUS〜 Blu-ray & DVD（2017年4月26日）
- 東宝ミュージカル「レディ・ベス」2017年版キャストDVD　Star version（2018年5月）
- ミュージカル「黒執事」 -Tango on the Campania-Blu-ray & DVD（2018年6月27日）

### 写真集
- MEN'S Photo book 「Lu」（2008年3月19日）
- 東京自転車物語（2009年4月28日）
- 30th ANNIVERSARY BOOK 「Free & Easy」（2017年12月15日）
- 「Gradation」（2020年3月19日）